# Protogénie (fille de Deucalion)
Pour les articles homonymes, voir Protogénie.
 (novembre 2020).
Si vous disposez d'ouvrages ou d'articles de référence ou si vous connaissez des sites web de qualité traitant du thème abordé ici, merci de compléter l'article en donnant les références utiles à sa vérifiabilité et en les liant à la section « Notes et références ».
Protogénie (en grec ancien Πρωτογένεια) est un personnage de la mythologie grecque dont le rôle et les liens de filiation et d'ascendance sont contestés.

## Récit mythologique

### Mère d'Opus
Dans une version, elle serait la fille de Deucalion et de Pyrrha et aurait enfanté Opus avec Zeus. 

### Fille d'Opus
Dans la version de Pindare, Protogenie est identifiée à Cambise et est en fait la fille d'Opus. Enlevée par Zeus dans les terres d'Opus, elle est emmenée au mont Ménale en Arcadie ou elle engendre Opus II. Elle épouse Locre (ou Locrus) qui, stérile, décide d'adopter le fils que Cambise avait mis au monde par Zeus.

### Autres versions
Dans une autre version, elle serait mariée à Locre, dont elle n'eut pas d'enfants, elle fut ensuite enlevée par Zeus avec qui elle eut Endymion (en contradiction avec la version d'Apollodore qui le donne comme fils de Calycé), Épaphus (fils d'Io dans d'autres versions) ainsi qu'Éthlios.